# طيون يوناني
الطيون اليوناني أو عرق جناح أو راسن هليني أو الرَاسَن أو راسَن طبي أو جِنَاح روميّ أو قُسط شامي أو زنجبيل شامي أو طباق أو راس (باللاتينية: Inula helenium) نوع نباتي ينتمي إلى جنس الطيون من الفصيلة النجمية، وله أسماء عديدة منها الزنجبيل الشامي، والقسط الشامي، وعين الحصان، والجناح، واللوف.
الاسم العربي الصحيح لهذا النبات هو: القَنْسُ، ذكره الخليل بن أحمد الفراهيدي في كتاب العين في مادّة قنس، وقال عنه: تُسَمِّيهِ الفُرْسُ: الراسن.

## الموئل والانتشار
موطن هذا النوع تركيا والقوقاز والبلقان واليونان وإيطاليا.

## الوصف النباتي
هو نبات عشبي معمر يصل طوله إلى مترين ذو ساق سميكة وصلبة. قد يصل ارتفاعه إلى ثلاثة أمتار. أوراقه مسننة ذهبية تشبه الأقحوان. الأزهار صفراء إلى برتقالية في الخارج وسوداء في الوسط. جذر النبات سميك.
يؤخذ منه جذر الراسن.

## فوائده
- مقو للهضم حيث يزيد الشهية.
- يستعمل كمطهر وملطف.
- يستعمل في حالات الاكتئاب النفسي.

## وصفة
يؤخذ ملء ملعقة صغيرة من مسحوق جذر النبات ويوضع في كوب مع ماء مغلي ثم يغطى ويترك لمدة ما بين 5- 10دقائق ثم يصفى ويشرب بمعدل كوب واحد بعد كل وجبه غذائية. ويجب على النساء الحوامل عدم استخدام أي مستحضر من مستحضرات الراسن. كما يجب حفظ العقار بعيدا عن الضوء وفي درجة حرارة لا تزيد على 20 درجة مئوية وعدم حفظه في أوعية من البلاستيك.